# Тербонн (приход)
Те́рбонн или Тербо́нн (англ. Terrebonne Parish, фр. Paroisse de Terrebonne) — приход штата Луизиана, США. Официально образован в 1822 году. По состоянию на 2010 год, численность населения составляла 111 860 человек.

## География
По данным Бюро переписи США, общая площадь прихода равняется 5 387,205 км2, из которых 3 190,883 км2 — суша, и 2 201,502 км2, или 41,000 %, — это водоёмы.

## Население
По данным переписи населения 2008 года на территории прихода проживает 108 576 жителей в составе 35 997 домашних хозяйств и 27 393 семей. Плотность населения составляет 32,00 человек на км2. На территории прихода насчитывается 39 928 жилых строений, при плотности застройки около 12,00-ти строений на км2. Расовый состав населения: белые — 74,07 %, афроамериканцы — 17,79 %, коренные американцы (индейцы) — 5,29 %, азиаты — 0,81 %, гавайцы — 0,02 %, представители других рас — 0,54 %, представители двух или более рас — 1,48 %. Испаноязычные составляли 1,56 % населения независимо от расы.
В составе 39,20 % из общего числа домашних хозяйств проживают дети в возрасте до 18 лет, 57,00 % домашних хозяйств представляют собой супружеские пары, проживающие вместе, 14,10 % домашних хозяйств представляют собой одиноких женщин без супруга, 23,90 % домашних хозяйств не имеют отношения к семьям, 19,30 % домашних хозяйств состоят из одного человека, 7,30 % домашних хозяйств состоят из престарелых (65 лет и старше), проживающих в одиночестве. Средний размер домашнего хозяйства составляет 2,86 человека, и средний размер семьи 3,29 человека.
Возрастной состав прихода: 29,20 % — моложе 18 лет, 10,10 % — от 18 до 24, 29,80 % — от 25 до 44, 21,10 % — от 45 до 64, и 21,10 % — от 65 и старше. Средний возраст жителя прихода — 33 года. На каждые 100 женщин приходится 96,60 мужчин. На каждые 100 женщин старше 18 лет приходится 94,10 мужчин.
Средний доход на домохозяйство прихода составлял 35 235 USD, на семью — 39 912 USD. Среднестатистический заработок мужчины был 34 869 USD против 20 705 USD для женщины. Доход на душу населения составлял 16 051 USD. Около 15,80 % семей и 19,10 % общего населения находились ниже черты бедности, в том числе — 25,90 % молодёжи (тех, кому ещё не исполнилось 18 лет) и 17,60 % тех, кому было уже больше 65 лет.